# Рома на монетах Древнего Рима

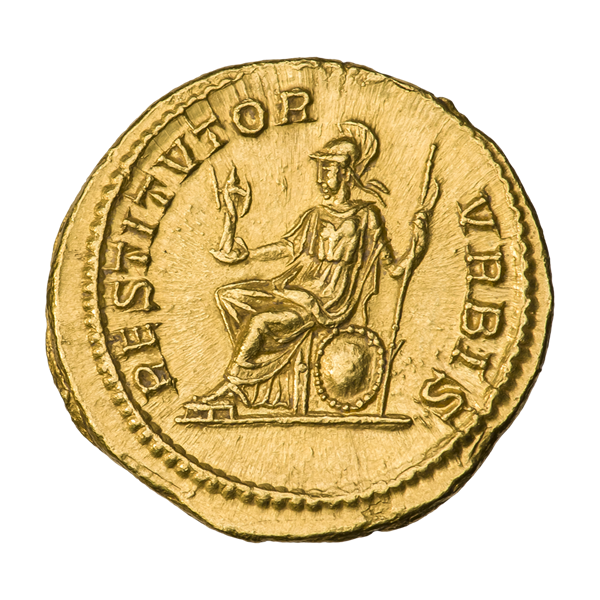
Рома на ауресе Септимия Севера

Рома на монетах Древнего Рима представлена на множестве типов денежных знаков Римской империи. Образ богини Ромы представляет собой персонификацию Рима и присутствует на римских монетах республиканского и императорского периодов.

## Рома в римской религии
Богиня Рома была персонификацией Рима. По одной из легенд, именно она подсказала Энею, где должен быть основан новый город, чьи потомки основали город Рим. Однако культ Ромы зародился куда позднее основания города, особого распространения её почитание достигло в период Римской империи. Помимо римлян почитание Ромы охватывало и многие подчинённые народы. После возникновения культа императора, его начали почитать вместе с Ромой.
При власти Адриана в честь Ромы и Венеры был построен храм на Via Sacra.

## Рома на римских монетах

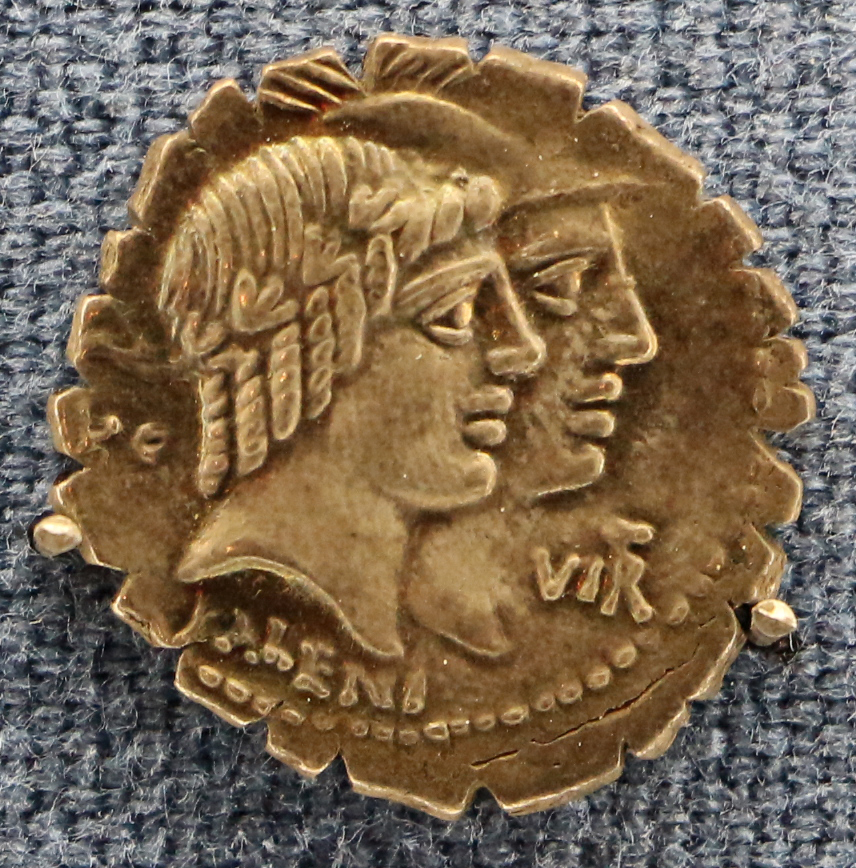
Денарий с Италией и Ромой (ок. 70 г. до. н. э.)

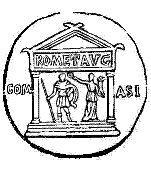
Рома, венчающая Клавдия. Кистифор, (ок. 41–54 гг.)

Рома на римских монетах всегда является в образе воинственной героини, имея сходство то с Минервой, то с амазонкой. Богиню обычно изображали вооружённой, в короткой тунике с копьём и щитом, сидя на оружии и держа Викторию в руке или на плече.
Наряду с Ромой на нескольких номиналах римских монет изображены другие воинственные богини — Беллона и Минерва. Рому отличают фригийским шлемом с коринфским нашлемником. Италия Туррита, несмотря на особый статус, появляется на монетах не так часто. По предположению английского историка Гарольда Мэттингли, Рома, олицетворяя собой римское государство — олицетворяет и Италию.
На кистофорах Клавдия Рома держит рог изобилия и венчает императора в портике.
На реверсах монет Нерона Рома предстаёт воительницей, облачённой в военную форму и шлем, под её ногами оружие, на колене щит. На множестве монетных типов Нерона сидящая на кирасе Рома держит в одной руке маленькую Викторию, в другой — паразониум. Рома с Викторией в  руке — популярный мотив в монетном деле Римской империи, этот сюжет c небольшими изменениями используют на монетах Гальба, Веспасиан, Траян и многие другие императоры.
На монетном типе Веспасиана Рома находится в компании с летающими орлами, волчицей и близнецами. На реверсе денария Калена и Кордия показано примирение Рима и Италии (богини Ромы и Италии).
В таблицах ниже приведены некоторые монеты республиканского и императорского периодов с описаниями и указаниями мест чеканки.
| Серебряные монеты |                |                       | |               |          |
| Номинал           | Аверс и реверс | Годы чеканки          | Описание | Место чеканки | Источник |
| Денарий           |                | около 155 г. до н. э. | Аверс:Голова Ромы в шлеме, вправо. Знак «X» — обозначение денария. Реверс:Виктория с хлыстом на биге.Легенда: «SAR», под обрезом: «ROMA». Диаметр:ок. 18 мм | —             | [ 16 ]   |
| Денарий           |                | около 125 г. до н. э. | Аверс:Голова Ромы в шлеме, вправо. Легенда: «BABVS ROMA». Знак «X». Реверс:Юпитер с маленькой Викторией на квадриге. | —             | [ 17 ]   |
| Сестерций         |                | около 66 г.           | Аверс:Голова Нерона в лавровом венке, влево. Легенда: «IMP NERO CLAVD CAESAR AVG GER P M TR P P P». Реверс:Рома в военном обмундировании и шлеме сидит на кирасе, за ней три щита, влево; в правой руке Виктория, в левой паразониум. Легенда: «ROMA S C»                              | Рим           | [ 18 ]   |
| Дупондий          |                | около 214 г.          | Аверс:Бюст Каракаллы с короной и в мантии, влево. Легенда: «ANTONINVS PIVS AVG GERM» Реверс:Рома сидит на трофеях, в правой руке держит Викторию, в левой — копьё. Перед ней пленник на коленях. Легенда: «P M TR P XVII IMP III COS IIII P P». Клеймо монетного двора: «S C» Диаметр: | Рим           | [ 19 ]   |
| Силиква           |                | около 387–388 гг.     | Аверс:Бюст Магна Максима в мантии и жемчужной диадеме, вправо. Легенда: «D N MAG MA—XIMVS P F AVG» Реверс: Рома на троне с державой и скипетром в руках, голова влево. Легенда: « VIRTVS RO—MANORVM». Клеймо монетного двора: «MDPS».                                                  | Медиолан      | [ 20 ]   |

| Золотые монеты |             |             |                   | |               |          |
| Номинал        | Изображение | Изображение | Годы чеканки      | Описание | Место чеканки | Источник |
| Номинал        | Аверс       | Реверс      | Годы чеканки      | Описание | Место чеканки | Источник |
| Ауреус         |             |             | около 202–210 гг. | Аверс:Легенда: «SEVERVS PIVS AVG». Голова Септимия Севера в лавровом венке, вправо. Реверс:Легенда: «RESTITVTOR VRBIS». Рома сидит на троне без спинки, влево. В руках палладиум и скипетр, внизу у трона стоит щит. Диаметр:от 20,3 до 21,3 мм | Рим           | [ 21 ]   |
| Солид          |             |             | около 357 г.      | Аверс:Погрудный портрет Констанция II в консульской одежде, в жемчужной диадеме, вправо. В правой руке маппа, в левой — скипетр. Реверс:На тронах сидят Рома с копьём и Константинополь со скипетром, они держат щит с надписью: «VOT/XXXV/MVLT/XXXX». Надпись по кругу: «FELICITAS RO MANORUM». Клеймо монетного двора: «RSMB» и пальмовая ветвь. Диаметр:от 21,2 до 22 мм | Рим           | [ 22 ]   |
| Солид          |             |             | около 347–355 гг. | Аверс:Бюст Констанция II в доспехах, в фас. На голове шлем с нашлемником, в руках щит и копьё. Реверс:Рома и Константинополь сидят на тронах и держат щит с надписью «VOT/XXX/MVLT/XXXX». В левой руке Ромы копьё, Константинополь держит скипетр. Клеймо монетного двора: «SMNC». Диаметр:от 20,5 до 21 мм                                                                 | Никомедия     | [ 23 ]   |
| Солид          |             |             | около 347–355 гг. | Аверс:Бюст Констанция II в панцире и плаще, вправо. На голове жемчужная диадема. Легенда: «FLIVLCONSTAN TIVSPERPAVG». Реверс:Рома и Константинополь сидят на тронах и держат венок с надписью «VOT/XX/MVLT/XXX». В левой руке Ромы копьё, Константинополь держит скипетр. Легенда: «GLORIA REI PVBLICAE». Клеймо монетного двора: «SMANΘ». Диаметр:от 20,4 до 20,9 мм       | Антиохия      | [ 23 ]   |
| Солид          |             |             | около 351–354 гг. | Аверс: Бюст Констанция Галла в панцире и плаще, вправо. Легенда: "D N FL CL CONSTANTIVS NOB CAES ". Реверс:Рома и Константинополь сидят на тронах, смотрят друг на друга и держат щит с надписью «VOTIS V». В левой руке Ромы копьё, Константинополь держит скипетр. Легенда: «GLORIA REI PVBLICAE». Клеймо монетного двора: «SMNB». Диаметр:21,3 мм                        | Никомедия     | [ 24 ]   |